# The O’Jays/Diskografie
Diese Diskografie ist eine Übersicht über die musikalischen Werke der US-amerikanischen Soul-Gesangsgruppe The O’Jays. Den Schallplattenauszeichnungen zufolge hat sie bisher mehr als 12,4 Millionen Tonträger verkauft, davon alleine in ihrer Heimat über zwölf Millionen. Ihre erfolgreichste Veröffentlichung ist die Single Love Train mit über 1,4 Millionen verkauften Einheiten.

## Alben

### Studioalben
| Jahr | Titel Musiklabel                                        | Höchstplatzierung, Gesamtwochen, AuszeichnungChartplatzierungen (Jahr, Titel, Musiklabel, Platzierungen, Wochen, Auszeichnungen, Anmerkungen) | Höchstplatzierung, Gesamtwochen, AuszeichnungChartplatzierungen (Jahr, Titel, Musiklabel, Platzierungen, Wochen, Auszeichnungen, Anmerkungen) | Höchstplatzierung, Gesamtwochen, AuszeichnungChartplatzierungen (Jahr, Titel, Musiklabel, Platzierungen, Wochen, Auszeichnungen, Anmerkungen) | Anmerkungen |
| Jahr | Titel Musiklabel                                        | UK | US | R&B | Anmerkungen |
| ---- | ------------------------------------------------------- | --- | --- | --- | --- |
| 1972 | Back Stabbers Philadelphia I. 31712                     | — | US10 Gold · (44 Wo.)US | R&B3 (39 Wo.)R&B | Erstveröffentlichung: August 1972 Platz 318 der Rolling Stone 500 (Liste 2012) Produzenten: Bunny Sigler, Kenny Gamble, Leon Huff                                         |
| 1973 | In Philadelphia (Reissue) Philadelphia I. 32120         | — | US156 (8 Wo.)US | R&B37 (7 Wo.)R&B | Wiederveröffentlichung: April 1973 ursprünglich 1969 bei Neptune erschienen Produzenten: Kenny Gamble, Leon Huff                                                          |
| 1973 | Ship Ahoy Philadelphia I. 32480                         | — | US11 Platin · (48 Wo.)US | R&B1 (47 Wo.)R&B | Erstveröffentlichung: Oktober 1973 Produzenten: Kenny Gamble, Leon Huff                                                                                                   |
| 1975 | The O’Jays Bell 6082                                    | — | — | R&B52 (6 Wo.)R&B | Erstveröffentlichung: Januar 1975 Reissue des Albums Back on Top Aufnahmen von 1967–68 Produzent: George Kerr                                                             |
| 1975 | Survival Philadelphia I. 33150                          | — | US11 Gold · (24 Wo.)US | R&B1 (23 Wo.)R&B | Erstveröffentlichung: April 1975 Produzenten: Kenny Gamble, Leon Huff |
| 1975 | Family Reunion Philadelphia I. 33807                    | — | US7 Platin · (34 Wo.)US | R&B1 (29 Wo.)R&B | Erstveröffentlichung: November 1975 Produzenten: Kenny Gamble, Leon Huff                                                                                                  |
| 1976 | Message in the Music Philadelphia I. 34245              | — | US20 Gold · (22 Wo.)US | R&B3 (26 Wo.)R&B | Erstveröffentlichung: September 1976 Produzenten: Kenny Gamble, Leon Huff, Bunny Sigler, John Whitehead, Gene McFadden, Victor Carstarphen                                |
| 1977 | Travelin’ at the Speed of Thought Philadelphia I. 34684 | — | US27 Gold · (16 Wo.)US | R&B6 (26 Wo.)R&B | Erstveröffentlichung: Mai 1977 Produzenten: Kenny Gamble, Leon Huff, John Whitehead, Gene McFadden, Victor Carstarphen, Dennis Williams, The O’Jays                       |
| 1978 | So Full of Love Philadelphia I. 35355                   | — | US6 Platin · (28 Wo.)US | R&B1 (29 Wo.)R&B | Erstveröffentlichung: April 1978 Produzenten: Kenny Gamble, Leon Huff, Thom Bell, Dennis Williams, Eddie Levert, Walter Williams, Bunny Sigler                            |
| 1979 | Identify Yourself Philadelphia I. 36027                 | — | US16 Platin · (30 Wo.)US | R&B3 (30 Wo.)R&B | Erstveröffentlichung: September 1979 Produzenten: Kenny Gamble, Leon Huff, Eddie Levert, Walter Williams, Thom Bell                                                       |
| 1980 | The Year 2000 TSOP 36416                                | — | US36 (12 Wo.)US | R&B6 (20 Wo.)R&B | Erstveröffentlichung: August 1980 Produzenten: Kenny Gamble, Bunny Sigler, Eddie Levert, Walter Williams, Victor Carstarphen, Dunn Pearson, Gene McFadden, John Whitehead |
| 1982 | My Favorite Person Philadelphia I. 37999                | — | US49 (13 Wo.)US | R&B7 (29 Wo.)R&B | Erstveröffentlichung: Mai 1982 Produzenten: Kenny Gamble, Leon Huff, Cecil Womack, Bunny Sigler, Gene McFadden, John Whitehead, Walter Williams, Eddie Levert             |
| 1983 | When Will I See You Again Epic / Philadelphia I. 38518  | — | US142 (5 Wo.)US | R&B19 (20 Wo.)R&B | Erstveröffentlichung: Juni 1983 Produzenten: Kenny Gamble, Leon Huff, Stephanie Huff, Eddie Levert, Walter Williams, Keni Burke, Bunny Sigler, Morris Stewart             |
| 1984 | Love and More Philadelphia I. 39367                     | — | — | R&B35 (17 Wo.)R&B | Erstveröffentlichung: Mai 1984 Produzenten: Kenny Gamble, Leon Huff, Eddie Levert, Walter Williams, Dexter Wansel, Keni Burke, Bunny Sigler                               |
| 1985 | Love Fever Philadelphia I. 53015                        | — | US121 (12 Wo.)US | R&B20 (25 Wo.)R&B | Erstveröffentlichung: September 1985 Produzenten: Kenny Gamble, Leon Huff, Reggie Griffin, Bunny Sigler, Eddie Levert, Matt Rose, Walter Williams                         |
| 1987 | Let Me Touch You Philadelphia I. 53036                  | — | US66 (25 Wo.)US | R&B3 (50 Wo.)R&B | Erstveröffentlichung: Juni 1987 Produzenten: Kenny Gamble, Leon Huff, Casey James, Leroy Bell, Thom Bell, Eddie Levert, Walter Williams                                   |
| 1989 | Serious EMI 90921                                       | — | US114 (17 Wo.)US | R&B4 (46 Wo.)R&B | Erstveröffentlichung: Mai 1989 Produzenten: Gerald Levert, Marc Gordon, Eddie Levert, Terry Stubbs, Walter Williams, Dennis Lambert                                       |
| 1991 | Emotionally Yours EMI 93390                             | — | US73 Gold · (20 Wo.)US | R&B2 (48 Wo.)R&B | Erstveröffentlichung: Februar 1991 Executive Producer: Ron Fair |
| 1991 | Home for Christmas EMI 46420                            | — | — | R&B78 (5 Wo.)R&B | Erstveröffentlichung: Juli 1991 Executive Producer: Ron Fair |
| 1993 | Heartbreaker EMI 89740                                  | — | US75 (11 Wo.)US | R&B7 (22 Wo.)R&B | Erstveröffentlichung: August 1993 Produzenten: Gerald Levert, Edwin Nicholas, W. E. D. Productions                                                                        |
| 1997 | Love You to Tears Volcano 61422-31149                   | — | US75 (10 Wo.)US | R&B14 (18 Wo.)R&B | Erstveröffentlichung: Juli 1997 Produzenten: Gerald Levert, Edwin Nicholas, Eddie Levert, Walter Williams, Joe Little III                                                 |
| 2001 | For the Love … MCA 088 112 718                          | — | US53 (5 Wo.)US | R&B11 (14 Wo.)R&B | Erstveröffentlichung: Oktober 2001 Produzenten: Eddie Levert, Matthew Rose, Walter Williams, Steve „Stone“ Huff                                                           |
| 2004 | Imagination Sanctuary Urban 322                         | — | US178 (2 Wo.)US | R&B19 (11 Wo.)R&B | Erstveröffentlichung: Oktober 2004 Executive Producer: Eddie Levert, Matthew Knowles, Walter Williams                                                                     |
| 2010 | Christmas with the O’Jays Saguaro Road                  | — | — | R&B45 (5 Wo.)R&B | Erstveröffentlichung: November 2010 Executive Producer: Ron Fair |

Weitere Studioalben
- 1965: Comin’ Through (Imperial 9290)
- 1967: Soul Sounds (Minit 24008)
- 1968: Back on Top (Bell 6082)
- 1968: Full of Soul (Sunset 5222)
- 1969: In Philadelphia (Neptune 202)
- 1971: Super Bad (Little Star Records 1000)
- 1974: O’Jays Meet the Moments (Splitalbum, mit The Moments; Stang Records 1024)

### Livealben
| Jahr | Titel Musiklabel                     | Höchstplatzierung, Gesamtwochen, AuszeichnungChartplatzierungen (Jahr, Titel, Musiklabel, Platzierungen, Wochen, Auszeichnungen, Anmerkungen) | Höchstplatzierung, Gesamtwochen, AuszeichnungChartplatzierungen (Jahr, Titel, Musiklabel, Platzierungen, Wochen, Auszeichnungen, Anmerkungen) | Höchstplatzierung, Gesamtwochen, AuszeichnungChartplatzierungen (Jahr, Titel, Musiklabel, Platzierungen, Wochen, Auszeichnungen, Anmerkungen) | Anmerkungen                                                                                                  |
| Jahr | Titel Musiklabel                     | UK | US | R&B | Anmerkungen                                                                                                  |
| ---- | ------------------------------------ | --- | --- | --- | --- |
| 1974 | Live in London Philadelphia I. 32953 | — | US17 Gold · (24 Wo.)US | R&B2 (27 Wo.)R&B | Erstveröffentlichung: Juni 1974 Aufnahme: Dezember 1973 im Hammersmith Odeon, London Produzent: Bobby Martin |

### Kompilationen
| Jahr | Titel Musiklabel                                    | Höchstplatzierung, Gesamtwochen, AuszeichnungChartplatzierungen (Jahr, Titel, Musiklabel, Platzierungen, Wochen, Auszeichnungen, Anmerkungen) | Höchstplatzierung, Gesamtwochen, AuszeichnungChartplatzierungen (Jahr, Titel, Musiklabel, Platzierungen, Wochen, Auszeichnungen, Anmerkungen) | Höchstplatzierung, Gesamtwochen, AuszeichnungChartplatzierungen (Jahr, Titel, Musiklabel, Platzierungen, Wochen, Auszeichnungen, Anmerkungen) | Anmerkungen                                                                          |
| Jahr | Titel Musiklabel                                    | UK | US | R&B | Anmerkungen                                                                          |
| ---- | --------------------------------------------------- | --- | --- | --- | ------------------------------------------------------------------------------------ |
| 1978 | Collectors’ Items Philadelphia I. 35024             | — | US132 (6 Wo.)US | — | Erstveröffentlichung: Dezember 1977                                                  |
| 1985 | The Artists Volume III (Soundtrack) Street Sounds 3 | UK87 (2 Wo.)UK | — | — | Erstveröffentlichung: 30. September 1985 mit Womack & Womack, Kleeer und S.O.S. Band |
| 2004 | Together We Are One Philadelphia I. 72435-97237     | — | — | R&B36 (1 Wo.)R&B | Erstveröffentlichung: April 2004                                                     |

Weitere Kompilationen
- 1972: The Greatest Hits (United Artists 5655)
- 1984: From the Beginning (Chess 9151)
- 1984: O’Jays Greatest Hits (Philadelphia I. 39251)
- 1988: Reflections in Gold (1973–1982) (Charly Records X28)
- 1989: Greatest Hits (CBS Special Products 21150)
- 1990: The Collection (Castle Communications 342)
- 1991: The Very Best of the O’Jays (Philadelphia I. 467973)
- 1994: Love Train: The Best of the O’Jays (Legacy 66114)
- 1995: Give the People What They Want (Legacy 66112)
- 1995: Let Me Make Love to You (Legacy 66116)
- 1996: In Bed with the O’Jays: Their Greatest Love Songs (EMI 7243 8 38306 2 6)
- 1998: Super Hits (Legacy 65445)
- 1999: Best of the O’Jays: 1976–1991 (The Right Stuff 72434-99133)
- 2001: The Ultimate O’Jays (Sony Music Entertainment 85100)
- 2002: I’ll Be Sweeter Tomorrow: The Bell Sessions 1967–1969 (Sundazed 11110)
- 2003: Love Songs (Legacy 86998)
- 2003: Anthology (2 CDs; The Right Stuff 72435-43667)
- 2004: Greatest Hits (Sony Music Entertainment 71856)
- 2005: The Essential O’Jays (Legacy 90632)
- 2005: Collections (Sony BMG Music Entertainment 82876710442)
- 2005: Love Train: The Best of the O’Jays (Music Club Deluxe 018)
- 2008: The Essential O’Jays (2 CDs; Sony BMG Music Entertainment 88697 21098 2)
- 2009: The Essential O’Jays (3 CDs; Legacy 88697 52786 2)
- 2012: We’ll Never Forget You: The Imperial Years 1963–66 (Scout SHOUT 77)
- 2012: Original Album Classics, Vol. 1 (3 CDs; Legacy)
- 2013: Ballads (Capitol 5099991217622)
- 2014: Original Album Classics, Vol. 2 (5 CDs; Legacy)
- 2014: Look over Your Shoulder (Sugarhill)
- 2014: The Very Best Of (Sony Music Entertainment)
- 2016: Soul: The O’Jays (Sony Music Entertainment)

## Singles
| Jahr | Titel Album                                                                             | Höchstplatzierung, Gesamtwochen, AuszeichnungChartplatzierungen (Jahr, Titel, Album, Platzierungen, Wochen, Auszeichnungen, Anmerkungen) | Höchstplatzierung, Gesamtwochen, AuszeichnungChartplatzierungen (Jahr, Titel, Album, Platzierungen, Wochen, Auszeichnungen, Anmerkungen) | Höchstplatzierung, Gesamtwochen, AuszeichnungChartplatzierungen (Jahr, Titel, Album, Platzierungen, Wochen, Auszeichnungen, Anmerkungen) | Höchstplatzierung, Gesamtwochen, AuszeichnungChartplatzierungen (Jahr, Titel, Album, Platzierungen, Wochen, Auszeichnungen, Anmerkungen) | Anmerkungen | [↑]: gemeinsam behandelt mit vorhergehendem Eintrag; [←]: in beiden Charts platziert |
| Jahr | Titel Album                                                                             | UK | US | R&B | Dance | Anmerkungen |                                                                                      |
| ---- | --------------------------------------------------------------------------------------- | --- | --- | --- | --- | --- | ------------------------------------------------------------------------------------ |
| 1963 | Lonely Drifter Comin’ Through                                                           | — | US93 (3 Wo.)US | — | — | Erstveröffentlichung: Juli 1963 Autoren: The O’Jays                                                                 |                                                                                      |
| 1965 | Lipstick Traces (On a Cigarette) Comin’ Through                                         | — | US48 (7 Wo.)US | R&B28 (3 Wo.)R&B | — | Erstveröffentlichung: April 1965 Autor: Naomi Neville Original: Benny Spellman, 1962                                |                                                                                      |
| 1965 | I’ve Cried My Last Tear Comin’ Through                                                  | — | US94 (2 Wo.)US | — | — | Erstveröffentlichung: Juli 1965 Autor: Naomi Neville Original: Ernie K-Doe, 1961                                    |                                                                                      |
| 1965 | Let It All Out Comin’ Through                                                           | — | — | R&B28 (7 Wo.)R&B | — | Erstveröffentlichung: September 1965 Autor: Van McCoy                                                               |                                                                                      |
| 1966 | Stand In for Love Soul Sounds                                                           | — | US95 (3 Wo.)US | R&B12 (12 Wo.)R&B | — | Erstveröffentlichung: August 1966 Autor: Eddie Levert                                                               |                                                                                      |
| 1967 | I’ll Be Sweeter Tomorrow (Than I Was Today) Back on Top                                 | — | US66 (9 Wo.)US | R&B8 (11 Wo.)R&B | — | Erstveröffentlichung: Oktober 1967 Autor: Richard Poindexter                                                        |                                                                                      |
| 1968 | Look over Your Shoulder Back on Top                                                     | — | US89 (5 Wo.)US | R&B27 (8 Wo.)R&B | — | Erstveröffentlichung: April 1968 Autoren: George Kerr, Larry Roberts Original: The Implements, 1967                 |                                                                                      |
| 1968 | The Choice –                                                                            | — | US94 (3 Wo.)US | R&B41 (2 Wo.)R&B | — | Erstveröffentlichung: August 1968 Autoren: Jackie Members, Richard Poindexter, Robert Poindexter                    |                                                                                      |
| 1969 | One Night Affair In Philadelphia                                                        | — | US68 (6 Wo.)US | R&B15 (10 Wo.)R&B | — | Erstveröffentlichung: Juni 1969 Autoren: Kenny Gamble, Leon Huff                                                    |                                                                                      |
| 1969 | Branded Bad In Philadelphia                                                             | — | — | R&B41 (4 Wo.)R&B | — | Erstveröffentlichung: Oktober 1969 Autoren: Kenny Gamble, Leon Huff                                                 |                                                                                      |
| 1970 | Deeper (In Love with You) In Philadelphia                                               | — | US64 (7 Wo.)US | R&B21 (7 Wo.)R&B | — | Erstveröffentlichung: Februar 1970 Autoren: Kenny Gamble, Leon Huff                                                 |                                                                                      |
| 1970 | Looky Looky (Look at Me Girl) In Philadelphia                                           | — | US98 (2 Wo.)US | R&B17 (8 Wo.)R&B | — | Erstveröffentlichung: Juli 1970 Autoren: Kenny Gamble, Leon Huff                                                    |                                                                                      |
| 1972 | Back Stabbers                                                                           | UK14 (9 Wo.)UK | US3 Gold · (15 Wo.)US | R&B1 (17 Wo.)R&B | — | Erstveröffentlichung: 31. Mai 1972 Autoren: Leon Huff, Gene McFadden, John Whitehead                                |                                                                                      |
| 1972 | 992 Arguments Back Stabbers                                                             | — | US57 (8 Wo.)US | R&B13 (9 Wo.)R&B | — | Erstveröffentlichung: Oktober 1972 Autoren: Kenny Gamble, Leon Huff, Gene McFadden, John Whitehead                  |                                                                                      |
| 1973 | Love Train Back Stabbers                                                                | UK9 Gold · (13 Wo.)UK | US1 Gold · (14 Wo.)US | R&B1 (13 Wo.)R&B | — | Erstveröffentlichung: Dezember 1972 Grammy Hall of Fame / Rock & Roll Hall of Fame Autoren: Kenny Gamble, Leon Huff |                                                                                      |
| 1973 | Time to Get Down Back Stabbers                                                          | — | US33 (12 Wo.)US | R&B2 (13 Wo.)R&B | — | Erstveröffentlichung: April 1973 Autoren: Kenny Gamble, Leon Huff                                                   |                                                                                      |
| 1973 | Put Your Hands Together Ship Ahoy                                                       | — | US10 (16 Wo.)US | R&B2 (19 Wo.)R&B | — | Erstveröffentlichung: Dezember 1973 Autoren: Kenny Gamble, Leon Huff                                                |                                                                                      |
| 1974 | For the Love of Money Ship Ahoy                                                         | — | US9 Gold · (16 Wo.)US | R&B3 (15 Wo.)R&B | — | Erstveröffentlichung: 19. März 1974 Autoren: Kenny Gamble, Leon Huff, Anthony Jackson                               |                                                                                      |
| 1974 | Peace Super Bad                                                                         | — | — | R&B65 (4 Wo.)R&B | — | Erstveröffentlichung: Mai 1972 Autoren: Bradford Craig, H. B. Barnum                                                |                                                                                      |
| 1974 | Sunshine Part II (Live) Live in London                                                  | — | US48 (6 Wo.)US | R&B17 (13 Wo.)R&B | — | Erstveröffentlichung: November 1974 Studioversion auf B-Seite von Back Stabbers Autoren: Bunny Sigler, Phil Hurtt   |                                                                                      |
| 1975 | Give the People What They Want Survival                                                 | — | US45 (9 Wo.)US | R&B1 (16 Wo.)R&B | — | Erstveröffentlichung: April 1975 Autoren: Kenny Gamble, Leon Huff                                                   |                                                                                      |
| 1975 | Let Me Make Love to You Survival                                                        | — | US75 (3 Wo.)US | R&B10 (22 Wo.)R&B | — | Erstveröffentlichung: Juli 1975 Autoren: Bunny Sigler, Allan Felder                                                 |                                                                                      |
| 1975 | Survival                                                                                | — | —[R&B: ↑] | R&B10 (22 Wo.)R&B | — | B-Seite von Let Me Make Love to You Autoren: Kenny Gamble, Leon Huff                                                |                                                                                      |
| 1975 | I Love Music Family Reunion                                                             | UK13 (12 Wo.)UK | US5 Gold · (17 Wo.)US | R&B1 (18 Wo.)R&B | Dance1 (19 Wo.)Dance | Erstveröffentlichung: 3. Oktober 1975 Autoren: Kenny Gamble, Leon Huff                                              |                                                                                      |
| 1976 | Livin’ for the Weekend Family Reunion                                                   | — | US20 (12 Wo.)US | R&B1 (28 Wo.)R&B | — | Erstveröffentlichung: Februar 1976 Autoren: Kenny Gamble, Leon Huff, Cary Gilbert                                   |                                                                                      |
| 1976 | Stairway to Heaven Family Reunion                                                       | — | —[R&B: ↑] | R&B1 (28 Wo.)R&B | — | B-Seite von Livin’ for the Weekend Autoren: Kenny Gamble, Leon Huff                                                 |                                                                                      |
| 1976 | Family Reunion                                                                          | — | — | R&B45 (6 Wo.)R&B | — | Erstveröffentlichung: Juni 1976 Autoren: Kenny Gamble, Leon Huff                                                    |                                                                                      |
| 1976 | Message in Our Music Message in the Music                                               | — | US49 (9 Wo.)US | R&B1 (13 Wo.)R&B | Dance38 (1 Wo.)Dance | Erstveröffentlichung: August 1976 Autoren: Kenny Gamble, Leon Huff                                                  |                                                                                      |
| 1976 | Darlin’ Darlin’ Baby (Sweet, Tender, Love) Message in the Music                         | UK24 (6 Wo.)UK | US72 (4 Wo.)US | R&B1 (16 Wo.)R&B | — | Erstveröffentlichung: November 1976 Autoren: Kenny Gamble, Leon Huff                                                |                                                                                      |
| 1977 | Work on Me Travelin’ at the Speed of Thought                                            | — | — | R&B7 (17 Wo.)R&B | — | Erstveröffentlichung: Juli 1977 Autoren: Kenny Gamble, Leon Huff                                                    |                                                                                      |
| 1978 | Use ta Be My Girl So Full of Love                                                       | UK12 (12 Wo.)UK | US4 Gold · (19 Wo.)US | R&B1 (21 Wo.)R&B | — | Erstveröffentlichung: 21. März 1978 Autoren: Kenny Gamble, Leon Huff                                                |                                                                                      |
| 1978 | Brandy So Full of Love                                                                  | UK21 (9 Wo.)UK | US79 (3 Wo.)US | R&B21 (13 Wo.)R&B | — | Erstveröffentlichung: Juli 1978 Autoren: Charles Simmons, Joseph Jefferson                                          |                                                                                      |
| 1979 | Sing a Happy Song Identify Yourself                                                     | UK39 (6 Wo.)UK | — | R&B7 (14 Wo.)R&B | — | Erstveröffentlichung: Juli 1979 Autoren: Kenny Gamble, Leon Huff                                                    |                                                                                      |
| 1979 | I Want You Here with Me Identify Yourself                                               | — | — | R&B49 (8 Wo.)R&B | — | Erstveröffentlichung: Oktober 1979 Autoren: Leroy Simmons, Mike Jackson, Terry Stubbs, Walter Williams              |                                                                                      |
| 1979 | Forever Mine Identify Yourself                                                          | — | US28 (13 Wo.)US | R&B4 (15 Wo.)R&B | — | Erstveröffentlichung: November 1979 Autoren: Kenny Gamble, Leon Huff                                                |                                                                                      |
| 1980 | Girl, Don’t Let It Get You Down The Year 2000                                           | — | US55 (11 Wo.)US | R&B3 (17 Wo.)R&B | — | Erstveröffentlichung: Juli 1980 Autoren: Kenny Gamble, Leon Huff                                                    |                                                                                      |
| 1980 | Once Is Not Enough The Year 2000                                                        | — | — | R&B44 (11 Wo.)R&B | — | Erstveröffentlichung: November 1980 Autoren: Bunny Sigler, Harvey Scales                                            |                                                                                      |
| 1982 | I Just Want to Satisfy My Favorite Person                                               | — | — | R&B15 (15 Wo.)R&B | — | Erstveröffentlichung: März 1982 Autoren: Cecil Womack, Linda Womack, Kenny Gamble                                   |                                                                                      |
| 1982 | Your Body’s Here with Me (But Your Mind’s on the Other Side of Town) My Favorite Person | — | — | R&B13 (17 Wo.)R&B | — | Erstveröffentlichung: Juni 1982 Autoren: Bunny Sigler, Cary Gilbert, James Sigler                                   |                                                                                      |
| 1983 | I Can’t Stand the Pain When Will I See You Again                                        | — | — | R&B35 (11 Wo.)R&B | — | Erstveröffentlichung: April 1983 Autoren: Kenny Gamble, Leon Huff                                                   |                                                                                      |
| 1983 | Put Our Heads Together When Will I See You Again                                        | UK45 (5 Wo.)UK | — | R&B35 (9 Wo.)R&B | Dance11 (12 Wo.)Dance | Erstveröffentlichung: Juli 1983 Autoren: Kenny Gamble, Keni Burke                                                   |                                                                                      |
| 1984 | Extraordinary Girl Love and More                                                        | UK87 (3 Wo.)UK | — | R&B26 (12 Wo.)R&B | — | Erstveröffentlichung: April 1984 Autoren: Kenny Gamble, Leon Huff                                                   |                                                                                      |
| 1984 | Let Me Show You (How Much I Really Love You) Love and More                              | — | — | R&B75 (5 Wo.)R&B | — | Erstveröffentlichung: Juli 1984 Autor: James Sigler                                                                 |                                                                                      |
| 1985 | Just Another Lonely Night Love Fever                                                    | — | — | R&B18 (13 Wo.)R&B | — | Erstveröffentlichung: August 1985 Autoren: Kenny Gamble, Leon Huff                                                  |                                                                                      |
| 1985 | What a Woman Love Fever                                                                 | — | — | R&B38 (12 Wo.)R&B | — | Erstveröffentlichung: November 1985 Autoren: Bunny Sigler, James Sigler                                             |                                                                                      |
| 1987 | Don’t Take Your Love Away Let Me Touch You                                              | — | — | R&B60 (8 Wo.)R&B | — | Erstveröffentlichung: Mai 1987 Autoren: Cary Gilbert, Kenny Gamble, Leon Huff                                       |                                                                                      |
| 1987 | Lovin’ You Let Me Touch You                                                             | UK87 (2 Wo.)UK | — | R&B1 (20 Wo.)R&B | — | Erstveröffentlichung: August 1987 Autoren: Kenny Gamble, Leon Huff                                                  |                                                                                      |
| 1987 | Let Me Touch You                                                                        | — | — | R&B5 (15 Wo.)R&B | — | Erstveröffentlichung: November 1987 Autor: Gerald Levert                                                            |                                                                                      |
| 1989 | Have You Had Your Love Today? Serious                                                   | — | — | R&B1 (16 Wo.)R&B | — | Erstveröffentlichung: April 1989 Autoren: Derrick Pearson, Terry Stubbs                                             |                                                                                      |
| 1989 | Out of My Mind Serious                                                                  | — | — | R&B11 (15 Wo.)R&B | — | Erstveröffentlichung: Juli 1989 Autoren: Gerald Levert, Marc Gordon                                                 |                                                                                      |
| 1989 | Serious Hold on Me Serious                                                              | — | — | R&B9 (17 Wo.)R&B | — | Erstveröffentlichung: Oktober 1989 Autoren: Lewis Christian, Terry Stubbs, Walter Williams                          |                                                                                      |
| 1990 | Friend of a Friend Serious                                                              | — | — | R&B55 (7 Wo.)R&B | — | Erstveröffentlichung: März 1990 Autoren: Dwayne Mitchell, Eddie Levert, Terry Stubbs, Walter Williams               |                                                                                      |
| 1991 | Don’t Let Me Down Emotionally Yours                                                     | — | — | R&B2 (16 Wo.)R&B | — | Erstveröffentlichung: Januar 1991 Autoren: Dwayne Mitchell, Eddie Levert, Terry Stubbs, Walter Williams             |                                                                                      |
| 1991 | Emotionally Yours                                                                       | — | — | R&B5 (16 Wo.)R&B | — | Erstveröffentlichung: April 1991 Autor und Original: Bob Dylan, 1985                                                |                                                                                      |
| 1991 | Keep On Lovin’ Me Emotionally Yours                                                     | — | — | R&B4 (20 Wo.)R&B | — | Erstveröffentlichung: Juli 1991 Autoren: Dwayne Mitchell, Eddie Levert, Terry Stubbs, Walter Williams               |                                                                                      |
| 1993 | Somebody Else Will Heartbreaker                                                         | — | — | R&B27 (17 Wo.)R&B | — | Erstveröffentlichung: Juli 1993 Autoren: Edwin Nicholas, Gerald Levert                                              |                                                                                      |
| 1993 | Heartbreaker                                                                            | — | — | R&B66 (9 Wo.)R&B | — | Erstveröffentlichung: Oktober 1993 Autoren: Dwayne Mitchell, Eddie Levert, Sherena Wynn, Walter Williams            |                                                                                      |
| 1997 | What’s Stopping You Love You to Tears                                                   | — | US73 (11 Wo.)US | R&B21 (20 Wo.)R&B | — | Erstveröffentlichung: Juni 1997 Autor: Gerald Levert                                                                |                                                                                      |
| 1997 | Baby You Know Love You to Tears                                                         | — | US76 (7 Wo.)US | R&B34 (20 Wo.)R&B | — | Erstveröffentlichung: Oktober 1997 Autor: Edwin Nicholas                                                            |                                                                                      |
| 2001 | Let’s Ride For the Love …                                                               | — | — | R&B63 (14 Wo.)R&B | — | Erstveröffentlichung: August 2001 Autor: Steve „Stone“ Huff                                                         |                                                                                      |
| 2004 | Make Up Imagination                                                                     | — | — | R&B74 (20 Wo.)R&B | — | Erstveröffentlichung: November 2004 Autoren: Eddie Levert, Walter Williams                                          |                                                                                      |

grau schraffiert: keine Chartdaten aus diesem Jahr verfügbar
Weitere Singles
- 1961: Can’t Take It
- 1963: How Does It Feel
- 1963: The Storm Is Over
- 1964: I’ll Never Stop Loving You
- 1964: You’re on Top
- 1964: Oh, How You Hurt Me
- 1965: I’ll Never Let You Go
- 1966: No Time for You
- 1967: Working on Your Case
- 1968: I Miss You
- 1969: Don’t You Know a True Love
- 1969: (Christmas Ain’t Christmas, New Years Ain’t New Years) Without the One You Love
- 1971: Shattered Man
- 1972: Don’t You Know a True Love (When You See One)
- 1991: I Can Hardly Wait ’Til Christmas
- 1991: The Christmas Song
- 1997: Pay the Bills
- 2003: Love Train (The O’Jays vs. Starbax)
- 2006: I Love Music (Scott K vs. The O’Jays)

## Statistik

### Chartauswertung
|                     | UK    | US     | R&B      |
| ------------------- | ----- | ------ | -------- |
| Nummer-eins-Alben   | UK—UK | US—US  | R&B4R&B  |
| Top-10-Alben        | UK—UK | US3US  | R&B15R&B |
| Alben in den Charts | UK1UK | US22US | R&B26R&B |

|                       | UK     | US     | R&B      | Dance       |
| --------------------- | ------ | ------ | -------- | ----------- |
| Nummer-eins-Singles   | UK—UK  | US1US  | R&B10R&B | Dance1Dance |
| Top-10-Singles        | UK1UK  | US6US  | R&B24R&B | Dance1Dance |
| Singles in den Charts | UK10UK | US29US | R&B57R&B | Dance3Dance |

### Auszeichnungen für Musikverkäufe
Anmerkung: Auszeichnungen in Ländern aus den Charttabellen bzw. Chartboxen sind in ebendiesen zu finden.
| Land/RegionAuszeichnungen für Musikverkäufe (Land/Region, Auszeichnungen, Verkäufe, Quellen) | Gold       | Platin     | Verkäufe   | Quellen   |
| -------------------------------------------------------------------------------------------- | ---------- | ---------- | ---------- | --------- |
| Vereinigte Staaten (RIAA)                                                                    | 11× Gold11 | 4× Platin4 | 12.000.000 | riaa.com  |
| Vereinigtes Königreich (BPI)                                                                 | Gold1      | —          | 400.000    | bpi.co.uk |
| Insgesamt                                                                                    | 12× Gold12 | 4× Platin4 |            |           |